# 澳門建築

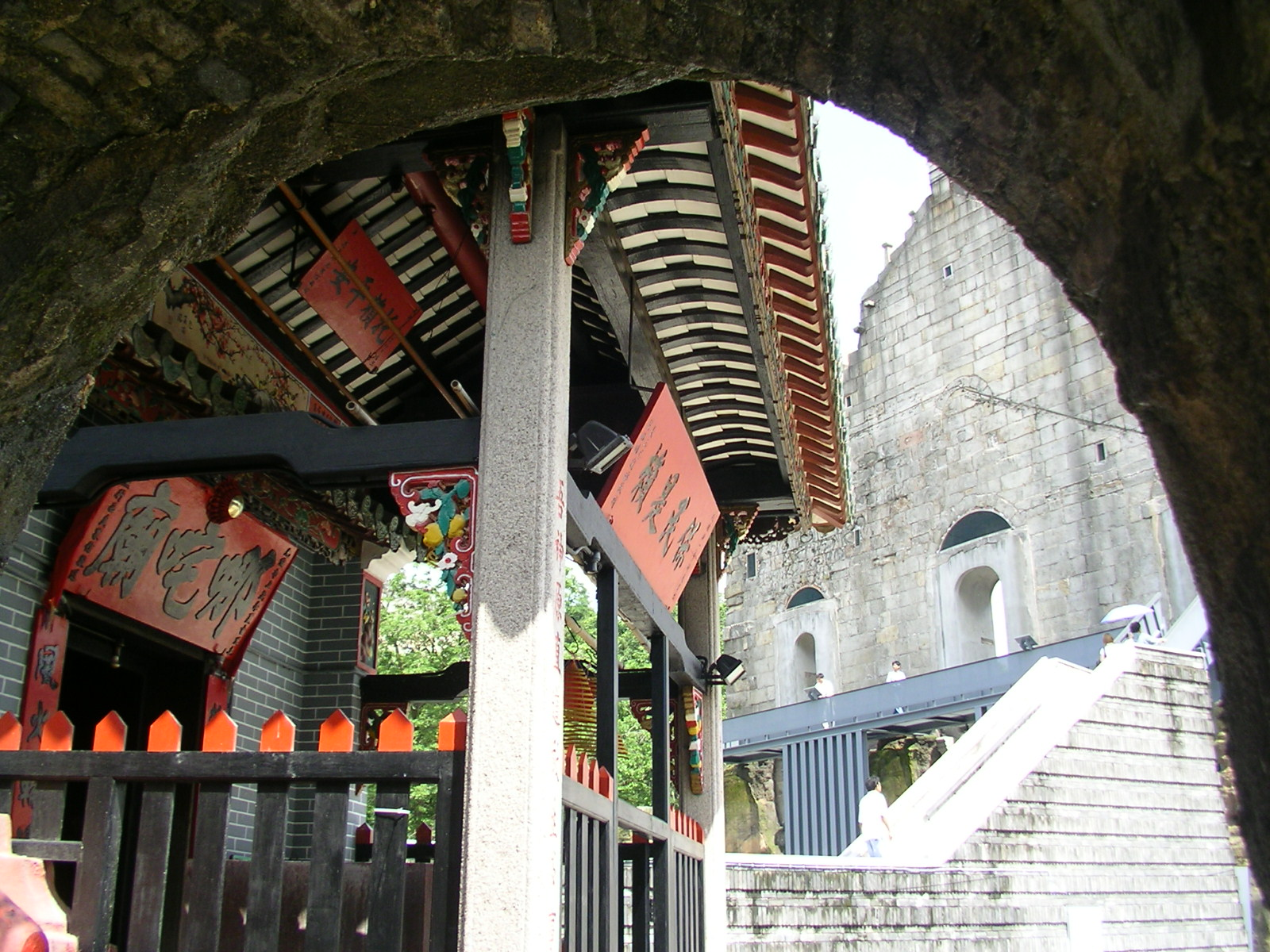
從舊城牆遺址下看大三巴哪吒廟與大三巴牌坊

澳門建築是描述澳門特別行政區內的建築歷史及建築風格。悠久以來，澳門已有華人聚居的村落，及至16世紀起葡萄牙人獲准在此居住及進行建設。葡萄牙人在澳門定居，標誌著中式建築與西式建築文化的交接發展。因澳門成為對外貿易外港及其獨特的政治發展因素，在建築上充分反映了中西建築文化上的共融和歷史價值。澳門建築的歷史可以粗略分成四個時期，明朝、清朝前期、清朝後期、近代建築時期。其建築功能多樣化，包括中式廟宇、西式教堂、居住建築、公共建築和商業建築等。
隨著城市的發展，城市建築上形成多元文化的共生，中西混合的建築更形成了澳門獨特的建築風格。城市發展所興建的新建築物，與具歷史價值的建築物和諧共融。一些具價値的建築物通過內部改建以適合現代社會用途，這既保留了建築物的外貌，亦保存了其歷史文化元素。由於在澳門回歸後推動旅遊博彩業和人口的上升，澳門進而有多項大型基建工程、酒店項目和新型的住宅建築群，這都為澳門建築注入了更多現代化都市元素。具歷史價值的古老建築物與不同時期興建的新式建築的並存，共同印證了澳門的城市歷史變遷與建築發展。

## 種類

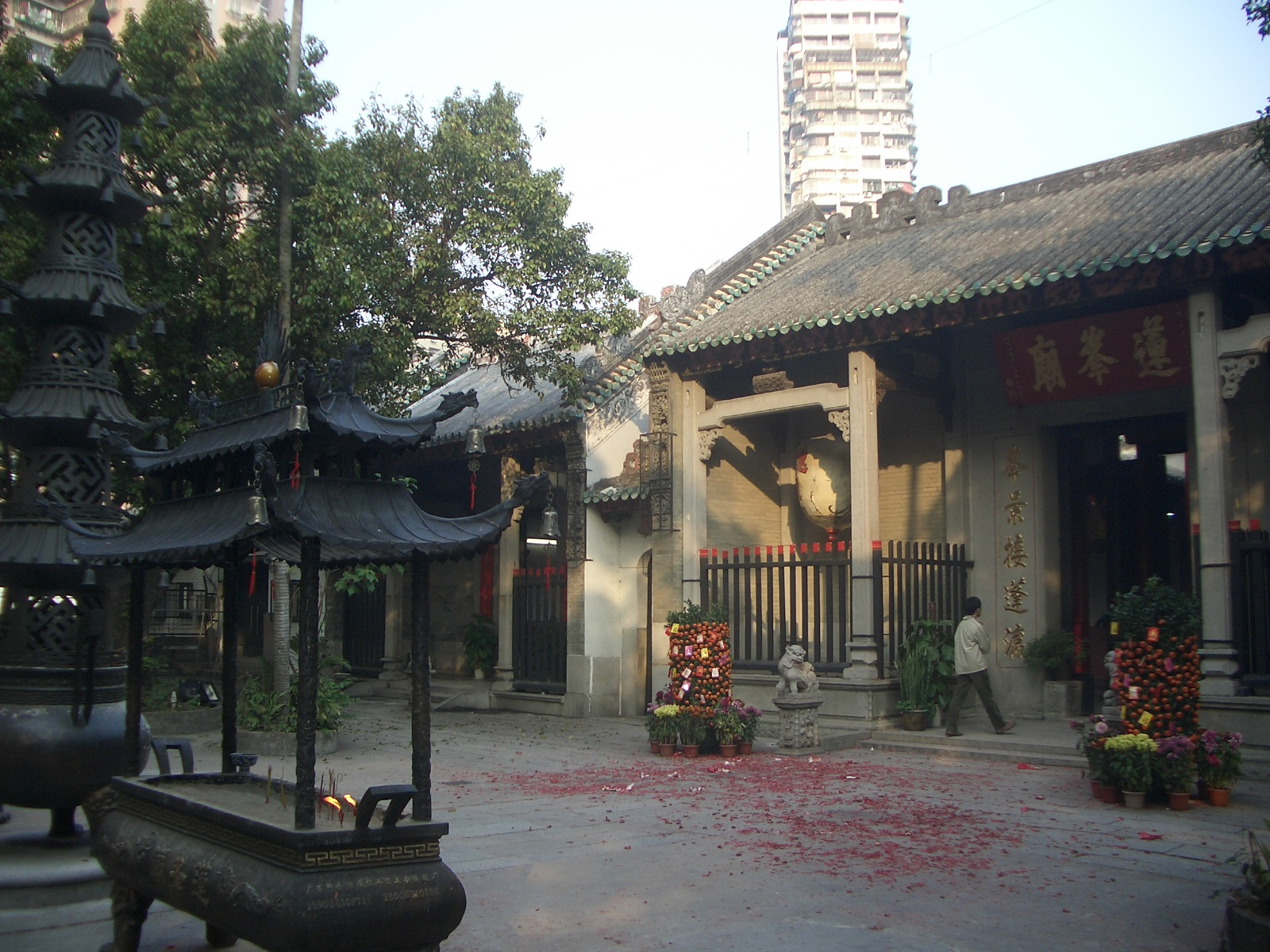
蓮峰廟

### 中式廟宇
中式廟宇在各歷史時期都有修建，一般規模較小，有部分得以擴建至現時規模。廟宇基本為中國傳統廟宇風格，其中以硬山式與歇山式屋頂居多。廟宇主入口多用方形石柱和石枋，其上常有橫匾和石雕裝飾；建築結構仍採用抬樑式木構架，屋脊高起透空。澳門中式廟宇比較典型例子，有媽閣廟和蓮峰廟等。昔日華人商賈有習慣在重要廟宇議事，因而出現了結合議事和廟宇功能的建築。其中知名的三街會館（關帝古廟）就屬此類多功能的埸所，連昔日政府也曾以此為聯繫華人的機關。

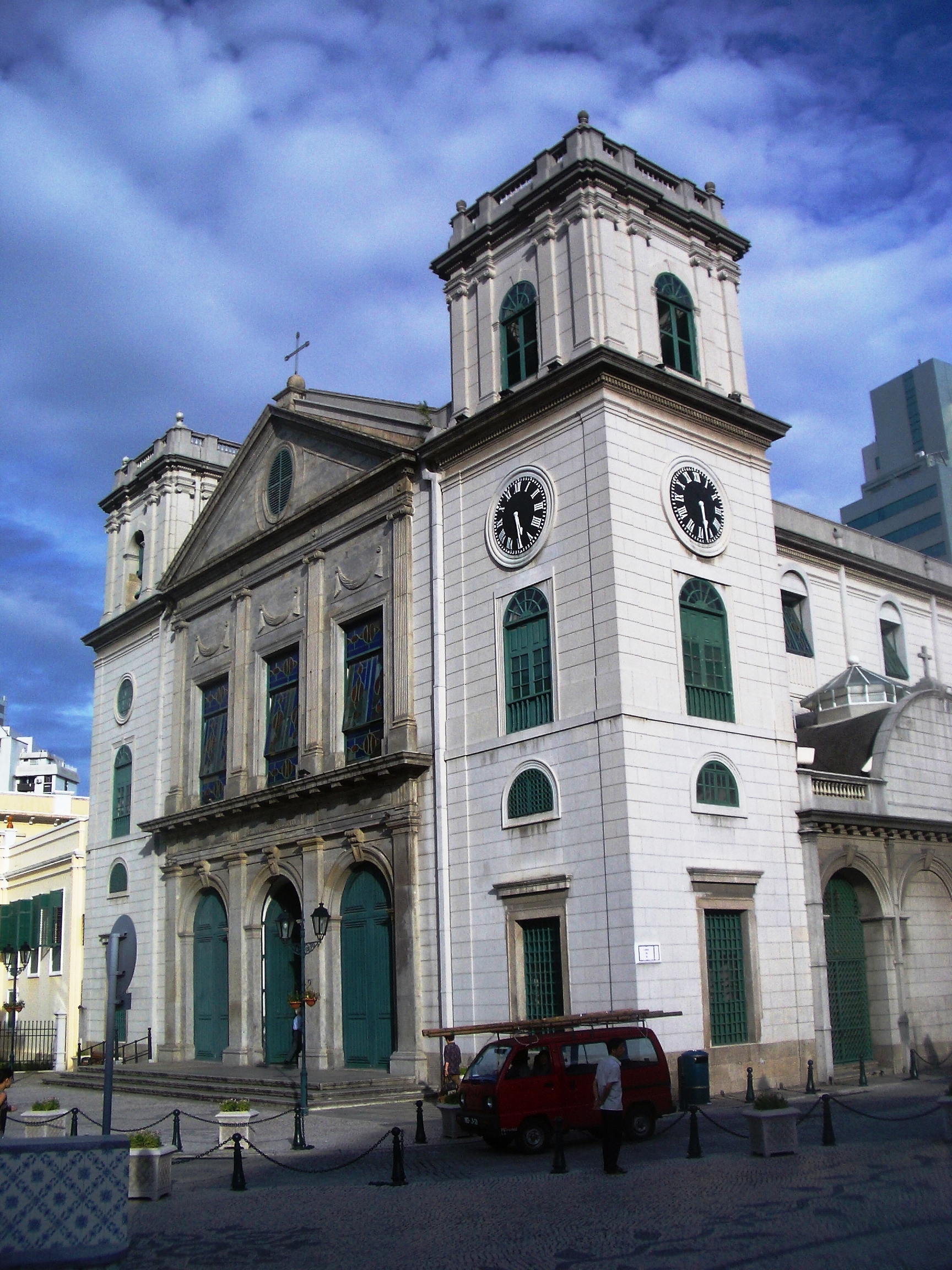
聖母聖誕堂

### 西式教堂
早在16世紀後期，教堂與炮台都在具海防作用的山脊上陸續興建。這些教堂建築同時勾勒了早期澳門舊城區的雛型，成為其後城市發展的骨架。19世紀中期至20世紀初期，不少天主教及基督新教的教堂都在此時期修建。其建築風格呈多樣化，有新古典式(Neo-Classic Style)的望廈嘉諾撒修院和聖母聖誕堂、羅馬式(Romanesque Style)的基督教墳場馬禮遜堂和西望洋聖堂、巴洛克風格(Baroque Style)的大三巴、哥德式(Gothic Style)的聖味基墳場小堂等。而聖母雪地殿教堂內部建築保留了17世紀葡萄牙的修院特色，祭衣房的壁畫則揉合了中西畫技，其藝術價值更見突顯。

### 居住建築

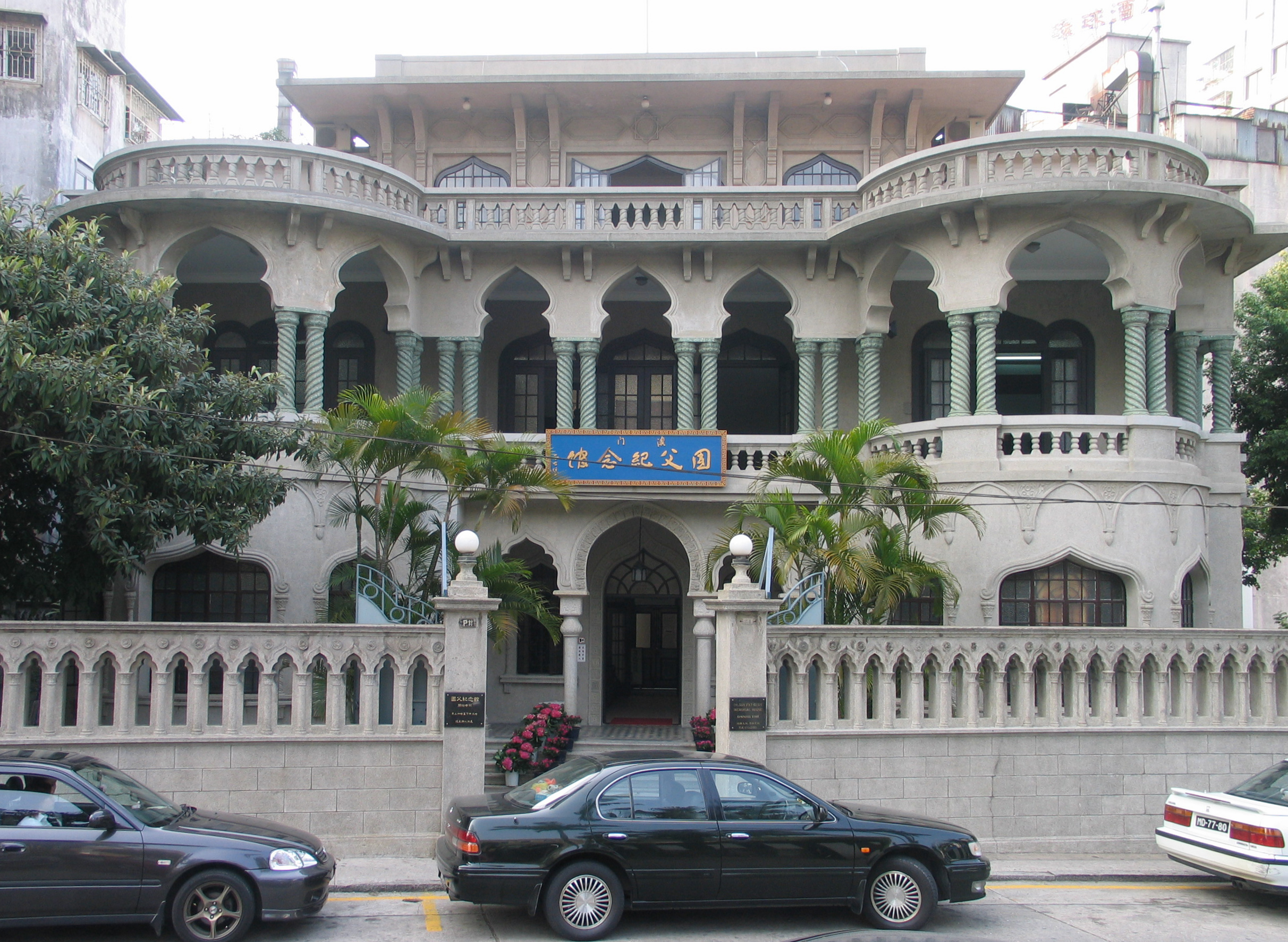
國父紀念館

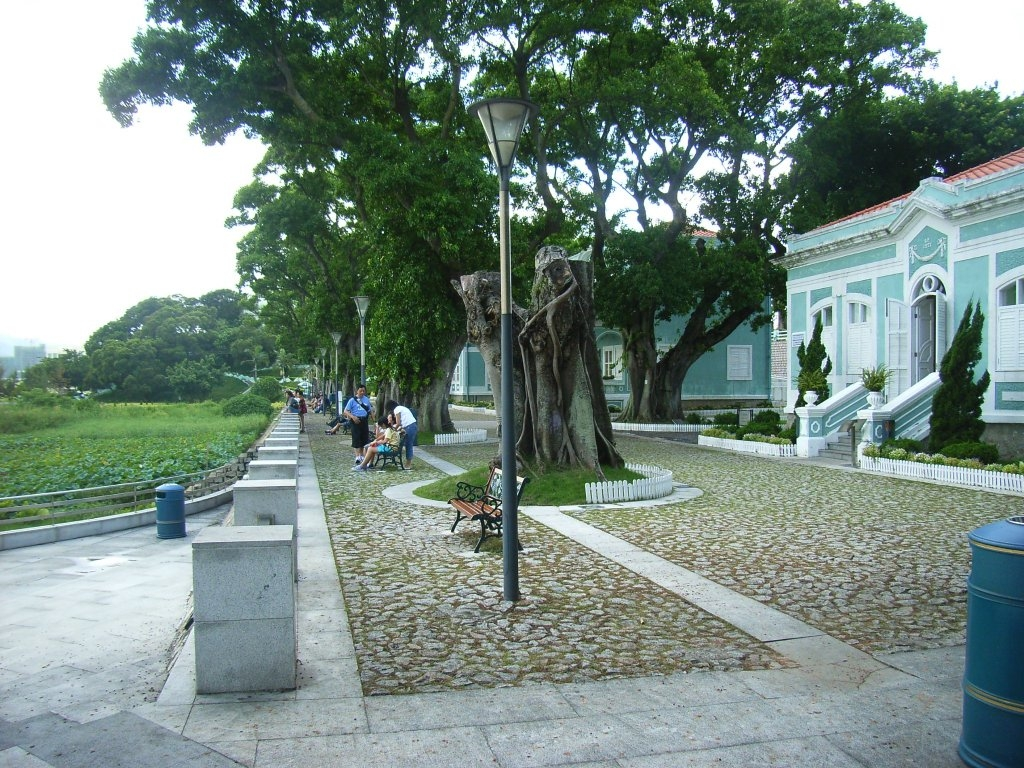
龍環葡韻住宅式博物館

澳門華人古舊的民居住宅建築，一般有兩種形式。一為院落式建築，磚雕大門，雙重板瓦透空屋面，此例子有鄭家大屋。另一種為聯排式竹筒形鋪屋，青瓦屋頂，建築呈長方形，兩側與其他住宅相連，採用承重牆結構，住宅實例有福隆新街的民居村里。至於一些華人住宅，則引進不同的建築風格在其住宅建築上。伊斯蘭建築風格的澳門國父紀念館建築及蘇州古典園林式的盧廉若公園，兩者可謂各具特色。而在中式典型民居建築基礎上結合西方設計特色的例子，則有盧家大屋和鄭家大屋。
澳門葡人古舊的民居住宅建築，普遍仿照西方式樣，反映葡萄牙的傳統建築風格。例如南灣沿岸貴族住宅，建築物帶有殖民地色彩，強調入口的三角形門楣，進門後為前廳，廳內有樓梯通往二樓起居主層。葡萄牙別墅式的住宅是土生葡人經常採用的建築形式，典型例子龍環葡韻住宅式博物館採用簡化了古典元素，帶有南歐鄉土特色。
及至現代，住宅普遍已是不同的現代式的大廈樓宇為主。隨著土地資源缺乏及人口上升等問題，建築師及發展商在設計上引進空中花園概念，以求充分利用空間角落突破土地空間的限制。住宅建築物已由單棟數層的唐樓轉為高層大廈，再繼而發展為屋苑式建築群，善用平台創造花園和康樂設施空間。不同時期的現代式的住宅樓宇除了解決基本的住屋問題外，亦推進了現代化居住建築的發展。

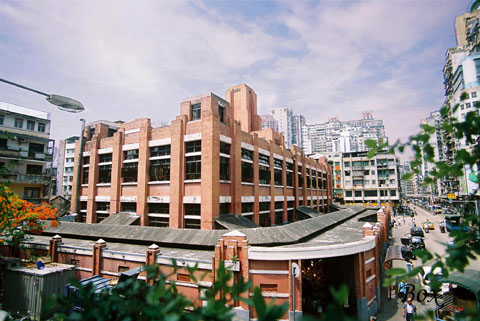
紅街市

### 公共建築
早期中式的官衙建築有議事亭、澳門關部行台和稅館等，可惜至今已不復存在。至於西式的公共建築，則隨葡萄牙在澳門的政治擴張而得以建設。西式公共建築例子豐富，有西方古典式的民政總署大樓和郵政總局大樓、伊斯蘭建築風格的港務局大樓、新古典風格的仁慈堂大樓和崗頂劇院、折衷主義的澳門中央圖書館大樓、葡萄牙古典式的澳督府、葡萄牙殖民式的葡萄牙駐港澳總領事館大樓和澳門演藝學院大樓、裝飾藝術(Art Deco)風格的紅街市大樓等，公共建築風格多變而呈現不同的特色面貌。及至現代，政府機構不少設在現代式的大廈內，若如水坑尾街的公共行政大樓的全棟建築，普遍屬多功能的綜合體。

### 商業建築

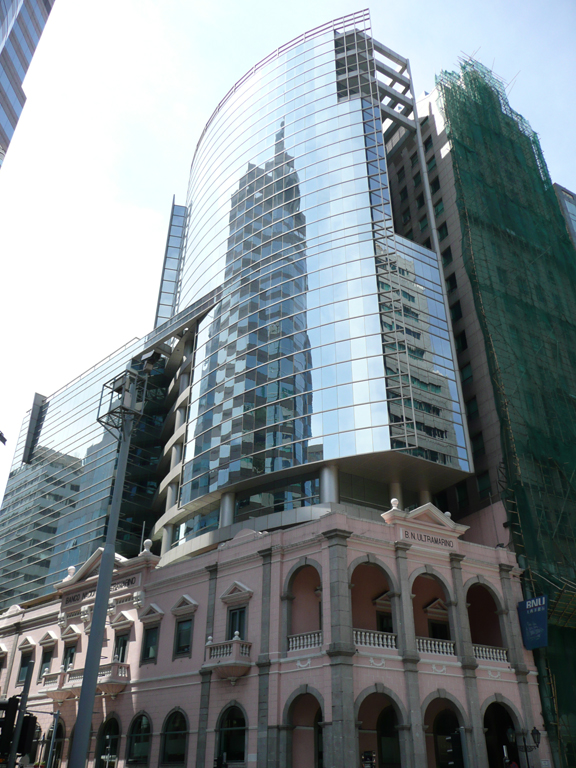
大西洋銀行澳門分行總部

澳門作為最早與葡萄牙進行貿易的主要補給港口，在明清時期已有商業性質的建築物。由於中西貿易主要為海路，商業建築都基本散布在碼頭附近。例如在內港與貿易有關的建築，就包括了商行和倉庫、昔日亦有攤販。至於人口密集的華人社區，則有與店舖結合的住宅建築。而澳門自博彩業在葡萄牙的管治之下合法化，各式的賭場、銀行和商廈建築都隨城市經濟發展而興建，地標式的建築包括有葡京酒店和大西洋銀行。另外，澳門舊城內外都在城市建築時期開始建成不少富有特色的當鋪和酒店建築，包括德成按、六國飯店和總統酒店等。自澳門政府在2002年開放賭權，新式的賭場酒店在新口岸新填海區和路氹城一帶陸續落成，其中不少更仿照拉斯維加斯的建築形式。

## 相關連結
- 澳門歷史城區
- 澳門填海造地
- 澳門舊城

## 外部連線
- 澳門文物網 - 澳門文物
- 澳門高層住宅建築 （页面存档备份，存于）